# Gabriele Cioffi
Gabriele Cioffi (7. září 1975 Florencie, Itálie) je italský fotbalový trenér a bývalý fotbalový obránce.

## Trenérská statistika
| Sezóna                 | Klub                   | Liga                   | Liga   | Liga  | Liga   | Liga   | Liga                              | Ligové poháry | Ligové poháry | Ligové poháry | Ligové poháry | Ligové poháry | Ligové poháry | Kontinentální poháry | Kontinentální poháry | Kontinentální poháry | Kontinentální poháry | Kontinentální poháry | Kontinentální poháry | Celkem | Celkem | Celkem | Celkem |
| Sezóna                 | Klub                   | Soutěž                 | Zápasy | Výhry | Remízy | Prohry | Umístění                          | Soutěž        | Zápasy        | Výhry         | Remízy        | Prohry        | Úspěch        | Soutěž               | Zápasy               | Výhry                | Remízy               | Prohry               | Úspěch               | Zápasy | Výhry  | Remízy | Prohry |
| ---------------------- | ---------------------- | ---------------------- | ------ | ----- | ------ | ------ | --------------------------------- | ------------- | ------------- | ------------- | ------------- | ------------- | ------------- | -------------------- | -------------------- | -------------------- | -------------------- | -------------------- | -------------------- | ------ | ------ | ------ | ------ |
| 2013                   | Gavorrano              | Lega Pro 2 Divisione   | 10     | 1     | 5      | 4      | Propuštěn v lis.                  | -             | 0             | 0             | 0             | 0             | -             | -                    | 0                    | 0                    | 0                    | 0                    | -                    | 10     | 1      | 5      | 4      |
| 2018/19                | Crawley Town           | League Two             | 40     | 13    | 7      | 20     | Nastoupil v září 19. místo        | AP            | 2             | 0             | 1             | 1             | -             | -                    | 0                    | 0                    | 0                    | 0                    | -                    | 42     | 13     | 8      | 21     |
| 2019                   | Crawley Town           | League Two             | 19     | 5     | 6      | 8      | Propuštěn v pro.                  | AP+ALP        | 2+4           | 1+2           | 0+1           | 1+1           | -             | -                    | 0                    | 0                    | 0                    | 0                    | -                    | 25     | 8      | 7      | 10     |
| Celkem za Crawley Town | Celkem za Crawley Town | Celkem za Crawley Town | 59     | 18    | 13     | 28     | -                                 | -             | 8             | 3             | 2             | 3             | -             | -                    | 0                    | 0                    | 0                    | 0                    | -                    | 67     | 21     | 15     | 31     |
| 2021/22                | Udinese                | Serie A                | 22     | 8     | 7      | 7      | Nastoupil v pro. 12. místo        | IP            | 2             | 1             | 0             | 1             | -             | -                    | 0                    | 0                    | 0                    | 0                    | -                    | 24     | 9      | 7      | 8      |
| 2022                   | Verona                 | Serie A                | 9      | 1     | 2      | 6      | Propuštěn v říj.                  | IP            | 1             | 0             | 0             | 1             | -             | -                    | 0                    | 0                    | 0                    | 0                    | -                    | 10     | 1      | 2      | 7      |
| 2023/24                | Udinese                | Serie A                | 23     | 4     | 10     | 9      | Nastoupil v říj. Propuštěn v dub. | IP            | 1             | 0             | 0             | 1             | -             | -                    | 0                    | 0                    | 0                    | 0                    | -                    | 24     | 4      | 10     | 10     |
| Celkem za Udinese      | Celkem za Udinese      | Celkem za Udinese      | 45     | 12    | 17     | 16     | -                                 | -             | 3             | 1             | 0             | 2             | -             | -                    | 0                    | 0                    | 0                    | 0                    | -                    | 48     | 13     | 17     | 18     |
| Celkově                | Celkově                | Celkově                | 123    | 32    | 37     | 54     | -                                 | -             | 12            | 4             | 2             | 6             | -             | -                    | 0                    | 0                    | 0                    | 0                    | -                    | 135    | 36     | 39     | 60     |